# Jean-Frédéric de La Tour du Pin Gouvernet
Jean-Frédéric de La Tour du Pin Gouvernet, Conde de Paulin, Marquês de la Roche-Chalais e de Cénevières, Visconde de Calvignac, Conde de Chastelard, Visconde de Tesson e de Ambleville, Barão de Cubzac, Senhor de Cubzaguais e Senhor de Formarville, (Grenoble, 22 de março de 1727 — 28 de abril de 1794) foi um nobre e político francês.

## Biografia
Era filho de Jean de La Tour du Pin, Conde de Paulin, e de Suzanne de La Tour.
Casou-se com Cécile Marguerite Séraphine de Guinot, filha do Marquês de Monconseil, que trás com ela as terras de Ambleville.
Entra como corneteiro para o Regimento de Bourbon-Cavalerie em 1741, torna-se capitão em 1744, depois coronel no corpo dos Granadeiros de França em 1749, cavaleiro de São Luís em 1757, coronel do Regimento de Guienne e brigadeiro dos exércitos do Rei em 1761, era fornecedor do Regimento do Piemonte e nomeado marechal de campo em 1762. Foi nomeado Tenente Geral em 1781.
Em 1787, é nomeado Tenete Geral e depois Comandante em chefe das províncias de Aunis, Saintonge, Poitou e do Bas-Angoumois, e finalmente Tenente Geral dos Exércitos do Rei em 5 de Dezembro de 1787.
O Conde de La Tour du Pin foi ainda nomeado Comandante das Províncias de Poitou e Saintonge e depois eleito para os Estados Gerais de 1789, em 26 de Março de 1789. Representa a nobreza da Sinecura de Saintes.
É Ministro da Guerra de 4 de Agosto de 1789, logo após à Queda da Bastilha, até 16 de Novembro de 1790, durante os primeiros meses da Revolução Francesa. É inclusive nomeado no mesmo dia da abolição dos privilégios pela Assembléia Constituinte francesa.
Restabelece a disciplina no exército e recebe os cumprimentos da Assembleia Nacional. Logo, pressionado pelos ataques dos Jacobinos, oferece sua demissão ao Rei Luís XVI que a recusa. Isso não impede que saia do Conselho em 8 de Novembro de 1790. Luís XVI o chama de volta ainda, em 1792, para fazer parte do Comitê do Governo. Porém havia se tornado suspeito, é liberado e depois preso, em 31 de Agosto do mesmo ano, em Auteuil (Oise) para onde havia se retirado.
Depôs em favor da Rainha Maria Antonieta, quando de seu processo frente a Fouquier-Tinville (que não apreciou quando Jean-Frédéric tratou Maria Antonieta por "Vossa Majestade" ou "Minha Rainha"). Sua cabeça é cortada pela guilhotina em 28 de Abril de 1794, no mesmo dia em que foi condenado, e junto com seu irmão mais velho.

## Seus castelos
Em 1759 procede à demolição do Castelo de La Roche-Chalais, motivada pelo abandono, deterioração e custo dos trabalhos a executar.
Faz demolir também o antigo Castelo de Bouilh em Saint André de Cubzac, terra de que era dono, e fez construir entre 1787 e 1789 um novo castelo destinado a acolher o Rei Luís XVI da França quando de sua visita à Guyenne, com projeto do arquiteto parisiense Victor Louis.

## Descendência
Seu filho Frédéric-Séraphin, casado com Henriette Lucy Dillon, filha de Arthur Dillon, comandou o 43º Regimento de Infantaria e foi embaixador e Par da França. Sua esposa ficou famosa por suas "Mémoires d'une Femme de Cinquante Ans" ("Memórias de uma Mulher de Cinquenta Anos").
O filho de Frédéric-Séraphin de La Tour du Pin, Marquês Aymar de La Tour du Pin, vendeu todas as terras do Cubzaguais para o pai de Louis Henri Hubert Delisle em 1835.